# 3126 Davydov
3126 Davydov è un asteroide della fascia principale. Scoperto nel 1969, presenta un'orbita caratterizzata da un semiasse maggiore pari a 3,0045055 UA e da un'eccentricità di 0,1074841, inclinata di 9,70841° rispetto all'eclittica.
L'asteroide è dedicato al militare russo Denis Vasil'evič Davydov.